# Òliba de Madagascar
L'òliba de Madagascar (Tyto soumagnei) és un ocell rapinyaire nocturn de la família dels titònids (Tytonidae). Habita les selves de Madagascar. El seu estat de conservació es considera vulnerable.